# Władysław Paprzycki
Władysław Paprzycki (ur. ok. 1845 we Wrześni, zm. 6 kwietnia 1865 w Paryżu) – ochotnik w powstaniu styczniowym.